# Гргар
Гргар (словен. Grgar, итал. Gargaro) је насељено место у општини Нова Горица, Горишка регија, Словенија.

## Историја
До територијалне реорганизације у Словенији био је у саставу старе општине Нова Горица.

## Становништво
У попису становништва из 2011. године, Гргар је имао 772 становника.
| Број становника према пописима | Број становника према пописима | Број становника према пописима |
| ------------------------------ | ------------------------------ | ------------------------------ |
| 1991                           | 2002                           | 2011                           |
| 744                            | 748                            | 772                            |

Напомена: Године 2006. смањен за део насеља, који је са издвојеним делом насеља Солкан спојен у ново самостално насеље Света Гора.

## Галерија
- панорама
- засеок Битеж
- засеок Фобца
- засеок Загорје